# Cardiomya costata
Cardiomya costata är en musselart som först beskrevs av Sowerby 1834.  Cardiomya costata ingår i släktet Cardiomya och familjen Cuspidariidae. Inga underarter finns listade i Catalogue of Life.